# Bruchomyia peruviana
Bruchomyia peruviana är en tvåvingeart som beskrevs av Alexander 1929. Bruchomyia peruviana ingår i släktet Bruchomyia och familjen fjärilsmyggor.
Artens utbredningsområde är Peru. Inga underarter finns listade i Catalogue of Life.